# Кабачник, Николай Мартинович
Николай Мартинович Кабачник — российский учёный, доктор физико-математических наук, профессор НИИ ядерной физики имени Д. В. Скобельцына МГУ, соавтор научного открытия.
Родился 03.01.1940. Сын академика Мартина Израилевича Кабачника.
Окончил филиал НИИЯФ МГУ (Дубна), кафедра теории атомного ядра (1963) и аспирантуру (1966).
С 1 марта 1966 года работает в Научно-исследовательском институте ядерной физики имени Д. В. Скобельцына, Отдел физики атомного ядра. В настоящее время — ведущий научный сотрудник (с 1987).
Доктор физико-математических наук (1984). Профессор (1995). Читал лекции и вёл семинарские занятия в МГУ.
Лауреат Ломоносовской премии МГУ (1977). 
Соавтор научного открытия: Явление резонансного поглощения отрицательных мюонов атомными ядрами. В. В. Балашов, Н. М. Кабачник, В. Б. Беляев, И. Войтковска, В. С. Евсеев, Т. Козловски, Р. А. Эрамжян, В. С. Роганов. № 173 с приоритетом от 22 октября 1963 г.
Книги:
- 2000 — Polarization and Correlation Phenomena in Atomic Collisions: A Practical Theory Course. Balashov V.V., Grum-Grzhimailo A.N., Kabachnik N.M. Kluwer Academic/Plenum Publishers New York, United States, ISBN 0-306-46266-4, 250 с.
- 1992 Физика микромира на компьютере. Вып. 2, 3. Квливидзе В. А., Красильников С. С., Савченко И. А., Грум-Гржимайло А. Н., Юдин Н. П., Кабачник Н. М. Издательство Московского Университета Москва, 41 с.
- 1990 — Автоионизационные явления в атомах. Грум-Гржимайло А. Н., Кабачник Н. М., Романовский Е. А., Сажина И. П., Страхова С. И. МГУ, Москва, 111 с.
- 1985 — Автоионизационные явления в атомах. Грум-Гржимайло А. Н., Кабачник Н. М., Романовский Е. А., Страхова С. И. Москва, НИИЯФ МГУ, 50 с.
- 1984 — Поляризация характеристического рентгеновского излучения в атомных столкновениях. Кабачник Н. М., Петухов В. П., Романовский Е. А. Изд-во МГУ Москва, 56 с.
- 1984 — ЭВМ в экспериментальных практикумах ОЯФ. Гришин В. К., Кабачник Н. М., Красильников С. С., Ланской Д. Е., Леонова С. В., Тюрикова Н. Г., Шапошникова Е. Н. НИИЯФ МГУ Москва, 51 с.
- 1979 Теоретический практикум. Часть II Балашов В. В., Кабачник Н. М., Коренман Г. Я., Коротких В. Л., Леонова С. В., Милеев В. Н., Попов В. П., Сенашенко В. С., Страхова С. И. Издательство Московского государственного университета имени М. В. Ломоносова Москва, 169 с.